# Шкоро, Мирослав
Ми́рослав Шко́ро (хорв. Miroslav Škoro; род. 29 июля 1962) — популярный хорватский певец, музыкант и политик.

## Биография
Мирослав Шкоро родился 29 июля 1962 года в городе Осиеке — прежней столице Славонии (Восточная Хорватия). Свою первую гитару купил зимой 1978 года. В качестве вокалиста и гитариста участвовал в работе осиекских рок-групп (1979—1983 гг. — «Zadnja stanica», 1983—1985 гг. — «OK Band»).
В 1985 году Шкоро фактически меняет жанр: вплоть до 1998 года он исполняет песни собственного сочинения в традиционной хорватской манере: в качестве инструментов для аккомпанемента используются тамбурицы (хорв. tamburica) — струнные щипковые инструменты наподобие мандолины. Начинается всё с сотрудничества с осиекским ансамблем «Slavonski bećari» (создан Антуном Николичем-Туче).
В это же время Шкоро оканчивает экономический факультет Осиекского университета им. Штроссмайера.
В 1989 году Шкоро уезжает в США, где поступает учиться в «Community College of Allegheny County». Тогда же он знакомится с пенсильванским музыкантом хорватского происхождения Джерри Грцевичем, с которым записывает свой первый альбом — «Ne dirajte mi ravnicu».
Альбом выходит в 1992 году в Хорватии, куда Шкоро к тому времени уже вернулся. Одноимённая песня, название которой переводится как «Не трогайте мою равнину», моментально становится популярной, как и её автор. А само выражение «Ne dirajte mi ravnicu» на фоне идущей в то время войны за независимость становится идиоматическим и используется многими другими хорватскими авторами.
Организовав свой собственный ансамбль народных инструментов «Ravnica», в 1993 году Шкоро записывает альбом «Miroslav Škoro i Ravnica». В него включается ещё одна быстро ставшая популярной во время войны песня — «Mata» (рус. Матвей). В ней Шкоро касается событий мая 1945 года в австрийском Блайбурге (т. н. Блайбургская бойня), во время которых югославские партизаны-титовцы устроили массовое уничтожение бежавших в Австрию хорватских и словенских коллаборантов и членов их семей.
В 1995—1997 гг. Шкоро занимает должность Генерального консула Хорватии в Венгрии, но, несмотря на загруженность, ему удаётся давать концерты, а в 1996 году он даже выпускает очередной альбом с Джерри Грцевичем — «Sitan vez».
В 1997 году в хорватский кинопрокат выходит картина режиссёра Горана Русиновича «Мондо Бобо», в которой Мирослав Шкоро играет эпизодическую роль.
16 и 17 февраля 1998 года Шкоро выступает в Концертном зале им. Ватрослава Лисинского в Загребе. Вскоре выходит запись этого концерта на двух CD — «Miroslav Škoro, uživo». Это его последний альбом, выполненный в сугубо народной манере.
После этого Шкоро начинает отходить от народной музыки в сторону популярной: он собирает «Band iz Osijeka» — группу, с которой записывает все свои последующие альбомы. И если в альбоме «Ptica samica», изданном в 1999 году, всё ещё явно присутствуют народные мотивы, то с каждым новым альбомом Шкоро всё больше превращается в поп-музыканта.
В 2001 году Мирослав Шкоро становится председателем совета директоров компании «Croatia Records» — крупнейшего музыкального лейбла Хорватии (бывш. «Jugoton»). В этом же году выходит его альбом «Slagalica». Далее выходят альбомы «Milo moje» (2003 год), «Svetinja» (2005 год).
Завершив работу над «Svetinja», в 2006 году Шкоро пишет музыку к фильму хорватского режиссёра Бранко Шмидта «Put lubenica» («Путь тыквы»). Тогда же он подаёт в отставку с поста председателя совета директоров «Croatia Records».
Следующий альбом певца — сборник его лучших песен «Sve najbolje» (2007 год). В 2008 году издаётся альбом «Moje boje».
В 2010 году в хорватском издательстве «Večernji list» была выпущена автобиография Мирослава Шкоро «Stoput bih isto ponovo», в комплект к которой прилагаются 2 компакт-диска с лучшими песнями.
Мирослав Шкоро ведёт активную концертную деятельность в Хорватии и странах, где есть большие хорватские диаспоры.
Женат, имеет двоих детей.

## Политическая деятельность
Мирослав Шкоро известен своими патриотическими взглядами и крайне негативным отношением к процессам над хорватскими военными в Международном трибунале по бывшей Югославии.
В 2002—2003 гг. вместе с Марко Перковичем Томпсоном он записывает песни «Reci, brate moj» («Скажи, брат мой») и «Sude mi» («Судят меня») в поддержку находящегося тогда в международном розыске генерала Анте Готовины (арестован 8 декабря 2005 года на Канарских островах и экстрадирован в Гаагу).
Военные отвечают Шкоро взаимным уважением: так, незадолго до своей смерти, другой хорватский генерал, Янко Бобетко, которого власти Хорватии наотрез отказались выдавать Гаагскому трибуналу, распорядился, чтобы на его похоронах Мирослав Шкоро исполнил песню «Mata». 2 мая 2003 года певец выполнил последнюю волю генерала.
30 октября 2007 года Мирослав Шкоро вступил в Хорватское демократическое содружество и участвовал в выборах в парламент Хорватии. После успешного прохождения в парламент, Шкоро был выдвинут кандидатом от ХДС в мэры Осиека, однако выборы проиграл.
В 2019 году участвовал в выборах президента Хорватии и занял в первом туре третье место с 24,45 % голосов, кандидат от ХДС Колинда Грабар-Китарович (действовавший на тот момент Президент Хорватии) получила 26,65 % голосов, кандидат от Амстердамской коалиции Зоран Миланович — 29,55 % голосов. Причём в 5 (из 22) жупаний он занял второе место (включая Загреб), а ещё в пяти (практически вся Славония, включая родной Осиек) оказался победителем.
29 февраля 2020 года создал собственную правоконсервативную партию «Отечественное движение Мирослава Шкоро» (Domovinski pokret Miroslava Škore), с которой прошёл в парламент на выборах того же года. В марте 2021 года выдвинулся в мэры Загреба, проиграв во втором туре выборов 30 мая экоактивисту Томиславу Томашевичу из Зелёно-левой коалиции с соотношением голосов 34 % против 63,9 %.

## Государственные награды
- Орден хорватской звезды с ликом Марка Марулича
- Орден хорватского трилистника
- Медаль благодарности родины

## Участие в музыкальных фестивалях
Жирным выделены фестивали, на которых Шкоро одержал победу.
- 1994 — «Melodije hrvatskog Jadrana» (песня «Čovjek sunčani»).
- 1998 — «Zlatne žice Slavonije» (песня «Lako ćemo mi»).
- 1999 — «Hrvatski radijski festival» (песня «Što te imam, moj živote»).
- 1999 — «Etnofest Neum» (песня «Ptica samica»).
- 2001 — «Hrvatski radijski festival» (песня «Maria de la Lovrez»).
- 2001 — «Etnofest Neum» (песня «Dida»).
- 2002 — «Melodije hrvatskog Jadrana» (песня «Reci, brate moj»).
- 2002 — «Zlatne žice Slavonije» (песня «Sve od Drave, pa do Jadrana»).
- 2003 — «Hrvatski radijski festival» (песня «Milo moje»).
- 2003 — «Splitski festival» (песня «Četri vitra»).
- 2005 — «Hrvatski radijski festival» (песня «Svetinja»).
- 2005 — «Splitski festival» (песня «Vrime»).
- 2005 — «Zlatne žice Slavonije» (песня «Golubica»).
- 2007 — «Hrvatski radijski festival» (песня «Šil, dil, daj»).
- 2007 — «Hercegovački radijski festival» (песня «Daleko je kuća moja»).

## Дискография

### CD
- 1992 — «Ne dirajte mi ravnicu»
- 1993 — «Miroslav Škoro i Ravnica»
- 1996 — «Sitan vez»
- 1998 — «Miroslav Škoro, uživo» (сборник)
- 1999 — «Ptica samica»
- 2001 — «Slagalica»
- 2003 — «Milo moje»
- 2004 — «Čuvati na srcu» (инструментальные версии лучших песен)
- 2005 — «Svetinja»
- 2007 — «Sve najbolje» (сборник)
- 2008 — «Moje boje»

### DVD
- 2003 — «Milo moje — Dom Sportova»